# دنی بتانکورت
دنی بتانکورت (انگلیسی: Danny Betancourt؛ زادهٔ ۲۷ مهٔ ۱۹۸۱) بازیکن بیسبال اهل کوبا است.
وی در مسابقات کشوری و بین‌المللی در مجموع برندهٔ ۲ مدال طلا شده‌است.